# David Dalin
Pour les articles homonymes, voir Dalin.
 (mai 2016).
Si vous disposez d'ouvrages ou d'articles de référence ou si vous connaissez des sites web de qualité traitant du thème abordé ici, merci de compléter l'article en donnant les références utiles à sa vérifiabilité et en les liant à la section « Notes et références ».
David G. Dalin, né le 28 juin 1949, est un rabbin « conservative », professeur d'histoire américain, qui est l'auteur de plusieurs livres sur l'histoire du peuple juif et des relations judéo-chrétiennes. Il est actuellement professeur d'histoire et de science politique à l'université Ave Maria.

## Biographie
Dalin est considéré comme un rabbin « conservative », qu'on appelle Massorti en français. Il a d'abord été professeur associé d'histoire juive à l'université de Hartford et il est titulaire d'une licence de l'université de Californie à Berkeley, une maîtrise et un doctorat à l'Université Brandeis et a reçu l'ordination rabbinique au Jewish Theological Seminary of America. Il a enseigné les études juives dans plusieurs universités dont l'université Ave Maria.
En 2005, il a publié, en anglais, une étude sur le rôle joué par Pie XII lors de la période nazie en Allemagne, et conclut qu'il devrait être reconnu comme Juste parmi les nations. Une version française de cet ouvrage est parue en mai 2007, sous le titre Pie XII et les juifs : le mythe du pape d'Hitler.
Depuis 2006, il est membre de la société James Madison de l'Université de Princeton.
De nombreux articles de Dalin et critiques de livres ont paru dans American Jewish History, Commentary , First Things, The Weekly Standard et The American Jewish year Book. Il a été membre du comité de rédaction et consultant de la revue First Things, du comité de rédaction du journal Conservative Judaism et membre du Conseil consultatif académique de l'American Jewish Historical Society .
Le livre de Dalin, Religion and State in the American Jewish Experience (co-écrit avec le professeur Jonathan D. Sarna de l'Université Brandeis), publié par l'Université de Notre Dame Press en 1997, a été sélectionné par le magazine Choice comme un livre académique exceptionnel en 1998.
Quand en 2001, l'historien américain Garry Wills (en), étudiant le pontificat de Pie IX, écrivit : « En 1867, il canonisa Pierre Arbués, un inquisiteur du XVe siècle célèbre pour ses conversions forcées de Juifs, et déclara dans le document de canonisation que la sagesse divine avait fait en sorte qu'en ces tristes jours, alors que les Juifs aidaient les ennemis de l'Église grâce à leurs livres et à leur argent, ce décret de canonisation avait été promulgué », David G. Dalin disqualifia les critiques de Garry Wills (en).
Le dernier livre de Dalin, Jewish Justices of the Supreme Court, from Brandeis to Kagan: Their Lives and Legacies, publié par Brandeis University Press en 2017, est la première histoire des huit Juifs, femmes et hommes, qui ont servi ou qui servent actuellement en tant que juges à la Cour Suprême. Ce livre a été sélectionné comme finaliste pour l'Award national du livre juif en 2017.
Dalin a également publié des articles majeurs sur les superstars juives du base-ball, tels Hank Greenberg et Sandy Koufax.
David G. Dalin est membre du Comité consultatif académique et du comité de rédaction du Centre Marcus Jacob Rader des Archives juives américaines à Cincinnati dans l'Ohio, et en tant que membre du conseil d'administration du comté de Palm Beach en Floride, Région de l'American Jewish Comity. Il est actuellement également chercheur principal au Centre Bernard G. et G. Rhoda à l'Université Brandeis et enseignant à l'université Ave Maria.

## Œuvres
- Public Affairs and the Jewish Community: The Changing Political World of San Francisco Jews (1977)
- American Jews and the Separationist Faith. À New Debate on Religion in Public Life (1993) editor
- From Marxism to Judaism: Selected Essays of Will Herberg (1997) editor
- Making a Life, Building a Community: À History of the Jews of Hartford (1997)
- Secularism, Spirituality, and the Future of American Jewry (1999)
- The Présidents of the United States and the Jews (2000) with
- Religion and State in the American Jewish Experience (2000)
- The Pius War : Responses to the Critics of Pius XII (2004)
- Le mythe du Pape d'Hitler (2005)
- Pie XII et les juifs : le mythe du Pape d'Hitler, éditions Tempora, Perpignan, 2007.